# Marco Silva
Marco Alexandre Saraiva Silva (* 12. července 1977 Lisabon) je bývalý portugalský profesionální fotbalista, který hrával na pozici pravého obránce, a fotbalový trenér, který vede anglický klub Fulham FC.

## Hráčská kariéra
Silva hrál za řadu portugalských klubů a svou kariéru zakončil šestiletým angažmá v Estorilu.
Silva ukončil kariéru v červnu ve věku 34 let; ve třech klubech druhé ligy nasbíral dohromady 152 zápasů, ve kterých vstřelil 2 góly.

## Trenérská kariéra
Po skončení své hráčské kariéry se ihned stal hlavním trenérem Estorilu, který vedl tři roky, a poté strávil jednu sezónu jako trenér Sportingu CP, během níž tým vyhrál portugalský pohár.
Poté působil v zahraničí, nejprve v Olympiakosu, kde v sezoně 2015/16 vyhrál řeckou Superligu. Silva opustil Olympiakos 23. června 2016 z osobních důvodů.
Následně zakotvil v Anglii jako hlavní trenér Hullu City, následně Watfordu a Evertonu.
V roce 2021 převzal londýnský Fulham, který sestoupil z Premier League. 19. dubna 2022 si tým zajistil okamžitý návrat do nejvyšší soutěže.

## Trenérské statistiky
| Tým         | Od               | Do               | Statistiky | Statistiky | Statistiky | Statistiky | Statistiky |
| Tým         | Od               | Do               | Zápasy     | Výhry      | Remízy     | Prohry     | % Výhry    |
| ----------- | ---------------- | ---------------- | ---------- | ---------- | ---------- | ---------- | ---------- |
| Estoril     | 27. září 2011    | 21. května 2014  | 116        | 54         | 31         | 31         | 046.6      |
| Sporting CP | 21. května 2014  | 4. června 2015   | 53         | 31         | 15         | 7          | 058,5      |
| Olympiacos  | 8. července 2015 | 23. června 2016  | 48         | 38         | 3          | 7          | 079,2      |
| Hull City   | 5. ledna 2017    | 25. května 2017  | 22         | 8          | 3          | 11         | 036,4      |
| Watford     | 27. května 2017  | 21. ledna 2018   | 26         | 8          | 5          | 13         | 030,8      |
| Everton     | 31. května 2018  | 5. prosince 2019 | 60         | 24         | 12         | 24         | 040,0      |
| Fulham      | 1. července 2021 | Současnost       | 94         | 47         | 18         | 29         | 050,0      |
| Celkem      | Celkem           | Celkem           | 419        | 210        | 87         | 122        | 050,1      |